# Georg Stoltze
Georg Stoltze (Erfurt, 13 de febrero de 1931–Berlín, 6 de julio de 2007) fue un deportista alemán que compitió para la RFA en ciclismo en la modalidad de pista, especialista en la prueba de medio fondo.
Ganó dos medallas en el Campeonato Mundial de Ciclismo en Pista, oro en 1960 y bronce en 1961.

## Medallero internacional
| Campeonato Mundial | Campeonato Mundial | Campeonato Mundial | Campeonato Mundial |
| Año                | Lugar              | Medalla            | Competición        |
| ------------------ | ------------------ | ------------------ | ------------------ |
| 1960               | Leipzig (RDA)      | Medalla de oro     | Medio fondo (A)    |
| 1961               | Zúrich (Suiza)     | Medalla de bronce  | Medio fondo (A)    |